# Baie des Épaves
Die Baie des Épaves (französisch für Bucht der Wracks) ist eine kleine Bucht im Nordosten der Pétrel-Insel im Géologie-Archipel vor der Küste des ostantarktischen Adélielands. 
Französische Wissenschaftler benannten sie nach den Wracks der Cristiane und der Evelyne, zweier französischer Vermessungsschiffe, die im antarktischen Sommer 1961/1962 im Sturm hier gesunken waren.